# Сила (апостол від 70)
Сила (грец. Σιλᾶς, також Сільван (Σιλουανός) — апостол з сімдесяти, сподвижник апостола Павла та Петра, жив у I столітті.

## Апостол
Апостол Сила був у первісній Єрусалимській церкві чоловіком поважним, «поводирів між братами» (Дії 15:22), римським громадянином (Дії 16:37). Після Собору апостолів відбувся у Єрусалимі у 51 році разом з Павлом та Варнавою був посланий в Антіохію, для роз'яснення соборного послання. Після цього Сила залишився в Антіохії і ревно допомагав апостолові Павлові в його місіонерських подорожах з Євангельською проповіддю. Апостоли відвідали Сирію, Кілікію, Македонію і Філіппи, де їх піддали тортурам за проповідь.
В Коринфі святий апостол Сила був висвячений на єпископа. Там він, здійснивши багато знаменнь і чудес, помер.
Допомагав апостолам в написанні 1-го та 2-го послання до Солунян.

## Служба апостола
Відомості про Силу знаходимо лише у 16 місцях Нового Завіту, з яких слідує велика картина сподвижництва апостола:
- Посланець Єрусалимської громади (Дії 15:22, Дії 15:25)
- Проповідник (Дії 15:32, 2 Кор. 1:19)
- Супровідник апостола Павла у його другій місіонерській подорожі (Дії 15:40)
- Співавтор послань (1 Сол. 1:1, 2 Сол. 1:1, 1 Петр. 5:12)

## Дні пам'яті апостола
- Католицька церква — 13 липня
- Православна церква — 12 серпня, 17 січня (День собору апостолів з сімдесяти)